# Hostilien
Hostilien ou Hostilianus (nom complet Imperator Caesar Caius Valens Hostilianus Messius Quintus Augustus) est empereur romain de juillet à novembre 251. Fils de l'empereur Dèce et d'Herennia Etruscilla, né à une date inconnue, il est élevé au rang de César en mai 251 par son père, le même mois que l'élévation de son frère aîné Herennius Etruscus au rang de co-empereur.
Après la défaite et la mort de Dèce et Herennius Etruscus à la bataille d'Abrittus face aux Goths, Trébonien Galle est proclamé empereur par les légions. Presque immédiatement, il élève Hostilien au rang de co-empereur et son fils, Volusien, au rang de César. Hostilien meurt en novembre 251, soit de la peste, soit assassiné sur ordre de Trébonien Galle.

## Biographie
Fils de Dèce, un général romain devenu empereur, et de son épouse Herennia Etruscilla, Hostilien est né à une date inconnue. Envoyé commander des troupes en Pannonie et en Mésie, Dèce est proclamé empereur par ses troupes en septembre 249 en opposition à Philippe l'Arabe. Il affronte ce dernier en septembre 249 près de Vérone en Italie (en). Philippe étant tué lors de la bataille, le Sénat romain reconnaît Dèce comme empereur et l'honore du nom Traianus, une référence à l'empereur Trajan,,. Hostilien est élevé au rang de César en mai 251 par son père,. Cette nomination intervient peu après la promotion de son frère aîné Herennius Etruscus au rang d'Auguste au cours du même mois, faisant de ce dernier co-empereur et d'Hostilien l'héritier désigné des deux hommes,,.
Après les morts de Dèce et d'Herennius Etruscus à la bataille d'Abrittus en juillet 251, Trébonien Galle est déclaré empereur. Pour apaiser la population, Trébonien Galle élève Hostilien presque immédiatement au rang d'Auguste, faisant de ce dernier son co-empereur,,. Hostilien est co-empereur jusqu'à sa mort en novembre 251, dont la cause est discutée,. Pour Aurelius Victor et pour l'auteur de l'Épitomé de Caesaribus, Hostlien serait mort de la peste, alors que pour Zosime, il est tué par Trébonien Galle. Après sa mort, Trébonien Galle fait Volusien, son fils, co-empereur.

## Numismatique
Les aurei d'Hostilien se divisent en quatre catégories, portant le buste d'Hostilien sur l'obvers, mais dont le revers montre : Mars marchant vers la droite, des instruments sacerdotaux, Mercure debout, Rome assise portant la Victoire.

## Noms successifs
- Naît Caius Valens Hostilianus Messius Quintus.
- 251, fait César par Dèce : Caius Valens Hostilianus Messius Quintus Caesar.
- 251, nommé Empereur par Trébonien Galle : Imperator Caesar Caius Valens Hostilianus Messius Quintus Pius Felix Invictus Augustus.

## Sources anciennes
- Livre des Césars (30.2) d'Aurelius Victor[10].
- Épitomé de Caesaribus (30.2)[10].
- Histoire Nouvelle (1.25.1) de Zosimus[8].

### Sources modernes
- (en) Lesley Adkins et Roy A. Adkins, Handbook to Life in Ancient Rome, Oxford University Press, 1998, 404 p. (ISBN 978-0-19-512332-6, lire en ligne).
- (en) Matthew Bunson, Encyclopedia of the Roman Empire, Facts On File, 2014, 657 p. (ISBN 978-1-4381-1027-1, lire en ligne).
- (en) Paul Chrystal, Roman Women : The Women Who Influenced the History of Rome, Fonthill Media, 2015, 221 p. (ISBN 978-1-78155-287-2).
- (en) Arthur L. Friedberg, Ira S. Friedberg et Robert Friedberg, Gold Coins of the World - 9th edition : From Ancient Times to the Present. An Illustrated Standard Catlaog with Valuations, Coin & Currency Institute, 2017, 832 p. (ISBN 978-0-87184-009-7, lire en ligne).
- (en) Christopher J. Haas, « Imperial Religious Policy and Valerian's Persecution of the Church, A.D. 257-260 », Church History, vol. 52, no 2,‎ 1983 (JSTOR 3166947).
- (en) Erika Manders, Coining images of power : patterns in the representation of Roman emperors on imperial coinage, A.D. 193-284, Leiden, Brill, 2012, 363 p. (ISBN 978-90-04-18970-6, lire en ligne).
- (en) F. S. Salisbury et H. Mattingly, « The Reign of Trajan Decius », The Journal of Roman Studies, vol. 14,‎ 1924 (DOI 10.2307/296323, JSTOR 296323).
- (en) Eric R. Varner, Mutilation and Transformation : Damnatio Memoriae and Roman Imperial Portraiture, Brill, 2004, 340 p. (ISBN 978-90-04-13577-2, lire en ligne).